# Monumento al ovni de Ängelholm

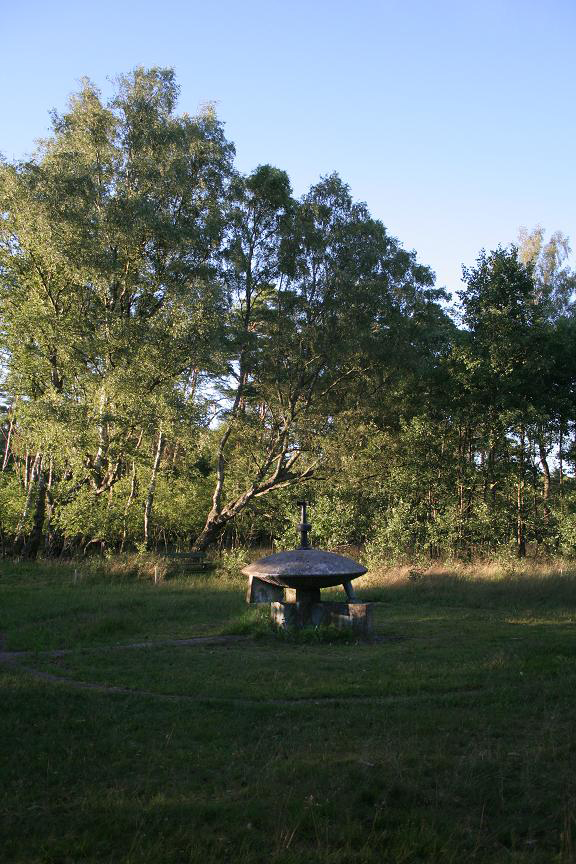
El monumento al ovni de Ängelholm.

El monumento al ovni de Ängelholm es un altar dedicado a un supuesto ovni que aterrizó en Kronoskogen, un barrio de Ängelholm, en Suecia. Es el único altar de esta clase en Europa, excepto por el monumento al OVNI de Emilcin en Emilcin, Polonia, y el monumento al incidente de Robert Taylor, en Livingston, Escocia. Se erigió en 1963, situado en un claro en los bosques que rodean a Kronoskogen, que ha presenciado numerosos "vuelos de prueba a gran escala" en aquella época. El monumento al ovni de Ängelholm recuerda el aterrizaje de un ovni, que se dice, tuvo lugar en 18 de mayo de 1946 y que fue visto por el jugador sueco de hockey sobre hielo Gösta Carlsson. El monumento consiste en una reproducción a escala del aparato y las huellas dejadas por el aterrizaje, construidas de cemento.
Clas Svahn, presidente de UFO-Sverige, investigó el caso y escribió un libro, junto a Gösta Carlsson, sobre el incidente. Según él, no hay pruebas convincentes de que dicho evento aconteció de la manera en que lo relató Carlsson.